# Metamonada
Metamonady (od łac. meta – zmieniać i monus – jednostka) to grupa protistów klasyfikowanych obecnie w grupie Excavata.

## Budowa komórki
Wici występują przeważnie w liczbie dwóch do czterech, choć w niektórych grupach należących do Parabasalia uległy znacznemu namnożeniu. Występuje cytostom, na dnie którego dochodzi do przyswajania pokarmu. Wici umieszczone są w zagłębieniu przypominającym rowek. Obecne są także ekstrudosomy, czyli długie pręciki, które mogą zostać wyrzucone poza błonę komórkową, służące najczęściej do obrony. 
Metamonady występują głównie w środowiskach beztlenowych, zwłaszcza jelitach owadów, takich jak Tipula, Phyllophaga, Gryllotalpa, Blatta orientalis i Amitermes. Termity nie posiadają zdolności trawienia celulozy, w czym wyręczają go niepatogenne mikroorganizmy, m.in. należące do Metamonada, żyjącej w tylnych odcinkach ich układu pokarmowego. Same metamonady trawią celulozę w wyniku symbiozy z bakteriami, rozmieszczonymi w tylnej części komórki.  
Występują także symbiozy jelitowe z gospodarzami nietrawiącymi drewna, również człowiekiem. 

## Morfologia i tryb życia
Parabasalia występują w jelitach owadów (termity i karaluchy). Posiadają aparat parabazalny (parabasal apparatus), wywodzący się od aparatu Golgiego. U niektórych przedstawicieli występuje mikrotubularny pręcik, tzw. "aksostyl" (axostyle). Aparat parabazalny, ciałko podstawowe (basal body), jądro oraz aksostyl tworzą jednostkę zwaną kariomastigontem. Parabasalia nie posiadają klasycznych mitochondriów, które zostały zastąpione przez organelle pochodne - hydrogenosomy.
W zależności od liczby wici Parabasalia dzieli się zwyczajowo na trichomonady (posiadające do sześciu wici) oraz hipermastigidy (posiadające powyżej sześciu wici). Trichomonady to średniej wielkości protisty, zwykle z pojedynczym jądrem i posiadające od czterech do sześciu wici, z których jedna może tworzyć falistą membranę. Komórka zawiera aksostyl. Występujące m.in. w jelitach termitów. Hipermastigidy są złożonymi, często wielojądrowymi organizmami. Wici występują na powierzchni ciała w postaci przedniej kępki, czasem dodatkowo jednej lub większej liczby płytek lub układają się w spiralnych rzędach. Żyją w jelitach termitów i karaluchów. Ich obecność pozwala gospodarzowi trawić celulozę.
Oksymonady zwykle posiadają cztery wiciami, po dwie pary. Nie mają mitochondriów ani aparatu Golgiego. Są przystosowane do życia wewnątrz ciała gospodarza: organem utrzymującym przy powierzchni jelita gospodarza jest wić, zaś ruch skurczowy ułatwia przemieszczanie się w gęstej treści jelitowej. Miejsce występowania to głównie jelita owadów zjadających drewno (termitów i drzewożerców), a także w jelita larw owadów (np. Melolontha, Cetonia i Tipula).

## Systematyka
Metamonada klasyfikowano niegdyś w królestwie Archezoa, której przedstawiciele cechują się wspólnymi podobieństwami w braku: mitochondriów, plastydów, ciałka Golgiego, peroksysomów, hydrogenosomów. Corliss wydzielił Metamonady jako prymitywne wiciowce, zaraz obok Archamoebae (prymitywne ameby) i Mikrospora (mikrospory). Dziś wiemy, że grupy te nie są w rzeczywistości blisko ze sobą spokrewnione, a Metamonada należą do supergrupy Excavata.
Według Adla należą do niej:
- Fornicata Simpson, 2003
  - Diplomonadida Wenyon, 1926 przywrócony przez Brugerolle i inni, 1975
  - Retortamonadida Grasse, 1952
  - Carpediemonas (Kolisko i inni 2010) i organizmy spokrewnione
- Parabasalia Honigberg, 1973
  - Trichomonadea Kirby, 1947 w rozumieniu Margulis, 1974 przywrócony przez Čepička i inni, 2010
  - Hypotrichomonadea Čepička i inni, 2010
  - Tritrichomonadea Čepička i inni, 2010
  - Cristamonadea Brugerolle i Patterson 2001 w rozumieniu Čepička i inni, 2010
  - Trichonymphea Poche, 1913 sensu Cavalier-Smith, 2003
  - Spirotrichonymphea Grasse, 1952 w rozumieniu Čepička i inni, 2010
- Preaxostyla Simpson, 2003
  - Oxymonadida Grasse, 1952
  - Trimastix Kent, 1880